# BBC Radio 4 Extra
BBC Radio 4 Extra (BBC 7 tot 4 oktober 2008, BBC Radio 7 tot 3 april 2011) is een digitaal radiostation in het Verenigd Koninkrijk en onderdeel van de British Broadcasting Corporation. De zender werd op 15 december 2002 gelanceerd door Paul Merton, in een uitzending die ook werd uitgezonden op Radio 4. De programma's van BBC Radio 4 Extra zijn vooral gesproken komedie-, drama- en kinderprogramma's. Het is de belangrijkste uitzender van de gesproken entertainmentprogramma's in het archief van de BBC, en is opgezet om een plek te hebben om de "BBC Sound Archives" uit te kunnen zenden.
Programma's die in aanmerking komen voor BBC Radio 4 Extra zijn ofwel minstens drie jaar oud, ofwel al tweemaal uitgezonden op het originele radiostation. De uitzendingen bevatten daarom klassiekers uit de jaren 50 tot recente programma's van Radio 4, zoals Little Britain. Er zijn ook eigen programma's zoals de stand-upcomedy-programma's Spanking New on Seven, de BBC New Comedy Competition en The Comedy Club.
BBC 7 won in 2003 de Sony Radio Academy Award voor Station Sound, was in 2004 genomineerd voor de Promo Award, won in 2005 een Silver for the Short-Form prijs, en nominaties voor een Speech Award en de Digital Terrestrial Station Of The Year Award.
Het station kan wereldwijd ontvangen worden via internet, in Noord-Europa via satellietpositie Astra 28,2°O en in het Verenigd Koninkrijk via Digital Audio Broadcasting (DAB), kabeltelevisie en DVB-T.

Logo van BBC Radio 7 (2007-2011)